# Liste de films béninois
Ci-dessous une liste des films produits par le cinéma béninois. Cette liste est nécessairement incomplète.

## Liste
Pour une liste alphabétique des films béninois existant sur wikipédia, voir Catégorie:Film béninois.
| Année | Titre                                          | Réalisateur          | Genre | Durée   | Langue originale | Notes                                                   | Références |
| ----- | ---------------------------------------------- | -------------------- | ----- | ------- | ---------------- | ------------------------------------------------------- | ---------- |
| 1954  | Lumière des hommes                             |                      |       |         |                  |                                                         |            |
| 1968  | Escale au Dahomey                              | Pascal Abikanlou     |       | 26 min  |                  |                                                         |            |
| 1974  | Sous le signe du vaudou                        | Pascal Abikanlou     |       | 100 min | Français         |                                                         | [ 1 ]      |
| 1976  | Le Nouveau venu                                | Richard De Medeiros  |       | 87 min  | Fon-gbe          | Unique film en fon-gbe d'après IMDb                     | [ 3 ]      |
| 1985  | Enfants de...                                  | François Okioh       |       | 80 min  |                  |                                                         | [ 4 ]      |
| 1985  | Ironou                                         | François Okioh       |       | 93 min  |                  |                                                         | [ 5 ]      |
| 1991  | Debout les morts                               |                      |       |         |                  | Production télévision                                   | [ 6 ]      |
| 1998  | Divine carcasse                                |                      |       |         |                  |                                                         | [ 7 ]      |
| 1999  | Fishing for School                             |                      |       |         |                  |                                                         | [ 8 ]      |
| 1999  | Génération perdue                              |                      |       |         |                  |                                                         | [ 9 ]      |
| 2000  | Barbecue-Pejo                                  |                      |       |         |                  |                                                         | [ 10 ]     |
| 2000  | Djib                                           |                      |       |         |                  |                                                         | [ 11 ]     |
| 2000  | Gobal Player                                   |                      |       |         |                  |                                                         | [ 12 ]     |
| 2002  | Si-Gueriki, la reine-mère                      |                      |       |         |                  |                                                         | [ 13 ]     |
| 2002  | Yatin                                          | Christine M. Botokou | Drame | 210 min | Français         |                                                         |            |
| 2004  | La Valse des gros derrières                    | Jean Odoutan         |       |         |                  |                                                         | [ 14 ]     |
| 2005  | Arlit, deuxième Paris                          |                      |       |         |                  |                                                         | [ 15 ]     |
| 2006  | Abeni                                          |                      |       |         |                  |                                                         | [ 16 ]     |
| 2006  | Africa Paradis                                 |                      |       |         |                  |                                                         | [ 17 ]     |
| 2007  | L'Amazone candidate                            |                      |       |         |                  |                                                         | [ 18 ]     |
| 2017  | L'Orage africain : Un continent sous influence | Sylvestre Amoussou   | Drame | 79 min  | Français         |                                                         |            |
| 2018  | Suru                                           | Kismath Baguiri      |       | 26 min  |                  | Prix du public du 36ème Festival de Vues d'Afrique 2020 | [ 19 ]     |